# Aplastodiscus
Aplastodiscus es un género de anfibios de la familia Hylidae que habita en el centro y sudeste de Brasil y el norte de Argentina. Este género contaba con sólo dos especies hasta la reestructuración del género Hyla.

## Especies
Se reconocen las siguientes 16 especies:
- Aplastodiscus albofrenatus (Lutz, 1924).
- Aplastodiscus albosignatus (Lutz & Lutz, 1938).
- Aplastodiscus arildae (Cruz & Peixoto, 1987).
- Aplastodiscus cavicola (Cruz & Peixoto, 1985).
- Aplastodiscus cochranae (Mertens, 1952).
- Aplastodiscus ehrhardti (Müller, 1924).
- Aplastodiscus eugenioi (Carvalho-e-Silva & Carvalho-e-Silva, 2005)
- Aplastodiscus flumineus (Cruz & Peixoto, 1985).
- Aplastodiscus heterophonicus Pinheiro, Pezzuti, Berneck, Lyra, Lima & Leite, 2021
- Aplastodiscus ibirapitanga (Cruz, Pimenta & Silvano, 2003).
- Aplastodiscus leucopygius (Cruz & Peixoto, 1985).
- Aplastodiscus lutzorum Berneck, Giaretta, Brandão, Cruz & Haddad, 2017
- Aplastodiscus musicus (Lutz, 1948).
- Aplastodiscus perviridis Lutz, 1950.
- Aplastodiscus sibilatus (Cruz, Pimenta & Silvano, 2003).
- Aplastodiscus weygoldti (Cruz & Peixoto, 1987).